# Antoniazzo Romano
Pour les articles homonymes, voir Romano.

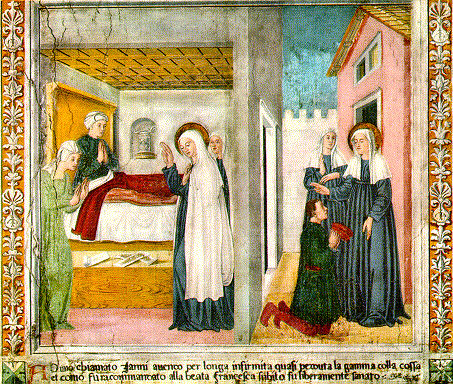
Scène de la vie de Santa Francesca Romana (1468), Monastero di Tor de' Specchi, Rome

Antoniazzo Romano né Antonio di Benedetto Aquilo degli Aquili, (Rome, v. 1430 - v. 1510) est  un peintre italien, figure emblématique de l'école romaine du XVe siècle.

## Biographie
Antoniazzo Romano est né dans le quartier Colonna de Rome.
Il a été influencé d'abord par le style de Benozzo Gozzoli et Fra Angelico, ainsi que par les peintres du Latium.
En 1461 il réalisa son premier travail pour le seigneur de Pesaro, Alessandro Sforza. Il s'agit d'une réplique (perdue) de 'La Miraculeuse Vierge et l'Enfant' de Saint-Luc pour la Basilique Sainte-Marie-Majeure à Rome.
À partir de 1464, il a travaillé pour la cour pontificale, produisant d'abord un triptyque de la Vierge et l'Enfant avec les Saints à Rieti.
En 1467 il a réalisé la décoration de la chapelle funéraire du cardinal Basilius Bessarion dans la basilique des Saints-Apôtres de Rome (non loin de son lieu de naissance). Le centre de cette œuvre est une icône de la Vierge (actuellement à la chapelle Saint-Antoine), qui est une copie de l'icône byzantine de l'église Santa Maria in Cosmedin, l'église des Grecs à Rome. Cette icône est l'un des exemples les plus remarquables de Vierge de l'importante production d'Antoniazzo (très demandé pour la peinture d'icônes), réalisés généralement à partir de modèles byzantins.
Par la suite, il a peint une série de fresques dans le monastère de Tor de Specchi à Rome; une série de 26 scènes de la Vie de Santa Francesca Romana (sainte Françoise Romaine), dans lesquelles sont illustrés, les miracles, les visions, l'acte de fondation des Oblates, la mort et la montée au ciel de la sainte; la décoration des chambres publiques au Palazzo Venezia.
Dans les années 1470, Antoniazzo a travaillé à la décoration du palais du Vatican avec des artistes comme le Pérugin, Melozzo da Forlì et Ghirlandaio. Grâce à leur influence ses tableaux prennent des expressions douces et les vêtements sont ornés de motifs décoratifs, mais conservent leurs caractéristiques médiévales.
En collaboration avec Melozzo da Forli il a travaillé pour les fresques de Santa Maria sopra Minerva, puis peint pour l'église une célèbre Annonciation (1482). Le tableau montre le Dominicain Juan de Torquemada (cardinal - mort en 1468) présentant des filles pauvres à la guilde de l'Annonciation, qu'il a fondée à la gloire de la Vierge Marie.
De 1475 et jusqu'aux années 1480 Antoniazzo a réalisé des retables et des panneaux avec des images de la Vierge, très demandés à la suite de la promotion du « culte de la Vierge » par le pape Sixte IV.
Le style de ses dernières œuvres se rapproche du maniérisme. Elles ont ensuite été imitées par des peintres dont les œuvres ont souvent été attribuées au maître.
Antoniazzo a été l'un des trois fondateurs de l'Accademia di San Luca, la guilde des peintres et enlumineurs de Rome et il en a signé les statuts en 1478.
Un détail de sa Vierge à l'Enfant avec des donateurs (Musée des beaux-arts de Houston, Texas), a été choisie comme modèle par le service postal des États-Unis pour la réalisation du timbre de Noël de 1991.

## Œuvres
- Vierge à l'Enfant avec des donateurs, Musée des Beaux-Arts de Houston, Texas.
- La Vierge et l'Enfant avec les saints (1464) triptyque, Rieti.
- Annonciation (1485) (bois), Santa Maria sopra Minerva, Rome.
- Histoires de saint Francesca Romana (1468), fresque, monastère Tor de 'Specchi, Rome.
- Vierge et l'Enfant trônant (v. 1470), fresque, église Santa Maria della Consolazione, Rome.
- Vierge et l'Enfant avec les saints Pierre et Paul (v. 1474), Fondi, San Pietro, Italie.
- Vierge assise avec l'Enfant et le Christ (1487), huile sur panneau, 166 × 165 cm, Galleria Nazionale d'Arte Antica, Rome.
- Nativité avec les saints André et Laurent (1480-1485), tempera sur panneau, 142 × 176 cm, Galleria Nazionale d'Arte Antica, Rome.
- La Navicella, d'après Giotto (v. 1485), musée du Petit Palais (Avignon).
- La Vierge adorant l'Enfant, musée du Petit Palais, Avignon.
- La Vierge et l'Enfant entre saint Jean-Baptiste et saint Jean l'évangéliste (v. 480), musée du Petit Palais, Avignon.
- La Vierge, l'Enfant Jésus et saint Jean, musée du Petit Palais, Avignon.
- Vierge à l'Enfant, musée de Tessé, Le Mans.
- Portrait du Cardinal Philippe de Lévis (profil) (1475), Collection privée.
- Déposition de la Croix (ca. 1500), église Sant'Ambrogio della Massima, Rome.
- Cycle de toiles de la basilique Santi Giovanni e Paolo de Rome.
- Cycle de fresques exécutées entre 1476 et 1480 à l'hôpital Santo Spirito, célébrant les actions de Sixte IV[2].